# Eric Wedge
Eric Michael Wedge, né le 27 janvier 1968 à Fort Wayne (Indiana) aux États-Unis, est un ancien joueur américain de baseball de la Ligue majeure de baseball.
Wedge fut manager des Indians de Cleveland de 2003 à 2009. Au terme de la belle saison 2007 signée par les Indians, il est élu manager de l'année dans la Ligue américaine. Il est remercié par les Indians après deux mauvaises saison en 2008 et 2009.

## Carrière de joueur
Durant ses études universitaires, Eric Wedge porte les couleurs des Wichita State Shockers avec lesquels il remporte les College World Series en 1989. Désigné meilleur joueur universitaire de l'année, il est drafté par les Red Sox de Boston en juin 1989. Il fréquente pendant deux saisons les ligues mineures avant d'effectuer ses débuts en Ligue majeure sous l'uniforme des Red Sox le 5 octobre 1991.
En 1992, Wedge est sélectionné par les Rockies du Colorado dans la draft d'expansion. Il joue principalement en Triple-A dans l'organisation des Rockies, qui le libère à la fin de la saison. Il signe alors un contrat de deux ans avec Boston. Wedge doit se contenter de disputer seulement six matches en Ligue majeure, mais devient un des joueurs préférés des fans des Red Sox de Pawtucket, où il joue régulièrement en Triple-A pendant deux saisons.
Wedge termine sa carrière de joueur sous les couleurs des Mud Hens de Toledo (1996) puis des Red Barons de Scranton/Wilkes-Barre (1997) en Triple-A.
|                 | M   | AB   | R   | H   | HR | RBI | BA   | SLG  |
| --------------- | --- | ---- | --- | --- | -- | --- | ---- | ---- |
| Ligue majeure   | 39  | 86   | 13  | 20  | 5  | 12  | .233 | .430 |
| Ligues mineures | 658 | 2132 | 318 | 531 | 96 | 376 | .249 | .443 |

## Carrière de manager

### Indians de Cleveland
Eric Wedge commence sa carrière de manager au sein de l'organisation des Indians de Cleveland en 1998. On lui confi les RedStixx de Colombus en South Atlantic League où il obtient des résultats décevants : 59 victoires pour 81 défaites. Responsable des Indians de Kinston (Carolina League) en 1999, il est désigné manager de l'année en Carolina League après une belle saison : 79 victoires pour 58 défaites. Wedge poursuit sa progression chez les Aeros d'Akron en 2000 (75-68) puis avec les Bisons de Buffalo en 2001 (91-51) et 2002 (87-57).
Eric Wedge est nommé manager des Indians de Cleveland de la Ligue majeure de baseball le 29 octobre 2002. Il connait sa meilleure saison en 2007 en atteignant la finale de la Ligue américaine et en décrochant le titre de meilleur manager de la Ligue américaine.
Il est congédié en 2009 après deux saisons décevantes. En sept saisons à la barre des Indians, il a mené l'équipe à 561 victoires en 1 134 parties, pour un pourcentage de victoires de ,495, et un titre de la division Centrale (2007).

### Mariners de Seattle
Le 18 octobre 2010, Eric Wedge est confirmé comme successeur de Daren Brown comme manager des Mariners de Seattle. Il dirigera au printemps 2011 un club ayant encaissé 101 défaites et pris l'avant-dernier rang sur 30 équipes au cours de la saison régulière 2010.
La jeune équipe des Mariners effectue peu de progrès dans les 3 saisons où Wedge est à la barre, bien qu'elle ne redescende pas au niveau de l'année 2010. Avec en 2011 six victoires de plus que la saison précédente, le club se classe dernier avec un dossier de 67-95. L'année suivante est la meilleure de cette période avec 75 gains contre 87 revers mais Seattle termine une fois de plus dernier de sa section. L'arrivée des Astros de Houston dans la division Ouest de la Ligue américaine en 2013 permet aux Mariners d'éviter ce triste sort pour une quatrième année de suite, mais Seattle régresse et termine au quatrième rang sur cinq équipes. Le 27 septembre 2013, avec trois parties à jouer, Eric Wedge annonce que celle du 29 septembre sera sa dernière avec l'équipe et, invoquant des divergences d'opinion avec la direction du club, l'informe qu'il ne sera pas de retour en 2014. Lloyd McClendon lui succède en 2014.
| Équipe | Année  | Saison régulière | Saison régulière | Saison régulière | Saison régulière | Séries éliminatoires | Séries éliminatoires | Séries éliminatoires | Séries éliminatoires |
| Équipe | Année  | Vic.             | Déf.             | % Vic.           | Place            | Vic.                 | Déf.                 | % Vic.               | Résultat             |
| ------ | ------ | ---------------- | ---------------- | ---------------- | ---------------- | -------------------- | -------------------- | -------------------- | -------------------- |
| CLE    | 2003   | 68               | 94               | 0.420            | 4e AL-Central    | -                    | -                    | -                    |                      |
| CLE    | 2004   | 80               | 82               | 0.494            | 3e AL-Central    | -                    | -                    | -                    |                      |
| CLE    | 2005   | 93               | 69               | 0.574            | 2e AL-Central    | -                    | -                    | -                    |                      |
| CLE    | 2006   | 78               | 84               | 0.481            | 4e AL-Central    | -                    | -                    | -                    |                      |
| CLE    | 2007   | 96               | 66               | 0.593            | 1e AL-Central    | 6                    | 5                    | 0.545                |                      |
| CLE    | 2008   | 81               | 81               | 0.500            | 3e AL-Central    | -                    | -                    | -                    |                      |
| CLE    | 2009   | 65               | 97               | 0.401            | 4e AL-Central    | -                    | -                    | -                    |                      |
| Totaux | Totaux | 561              | 573              | 0.495            |                  | 6                    | 5                    | 0.545                |                      |